# Slaveri i USA

En animation som visar när USA:s territorier och stater förbjudit eller tillåtit slaveri, 1789–1861.
Nyanser av rött markerar slavstater och -territorier. Nyanser av blått markerar fria stater och territorier. Grått markerar andra länder än USA.

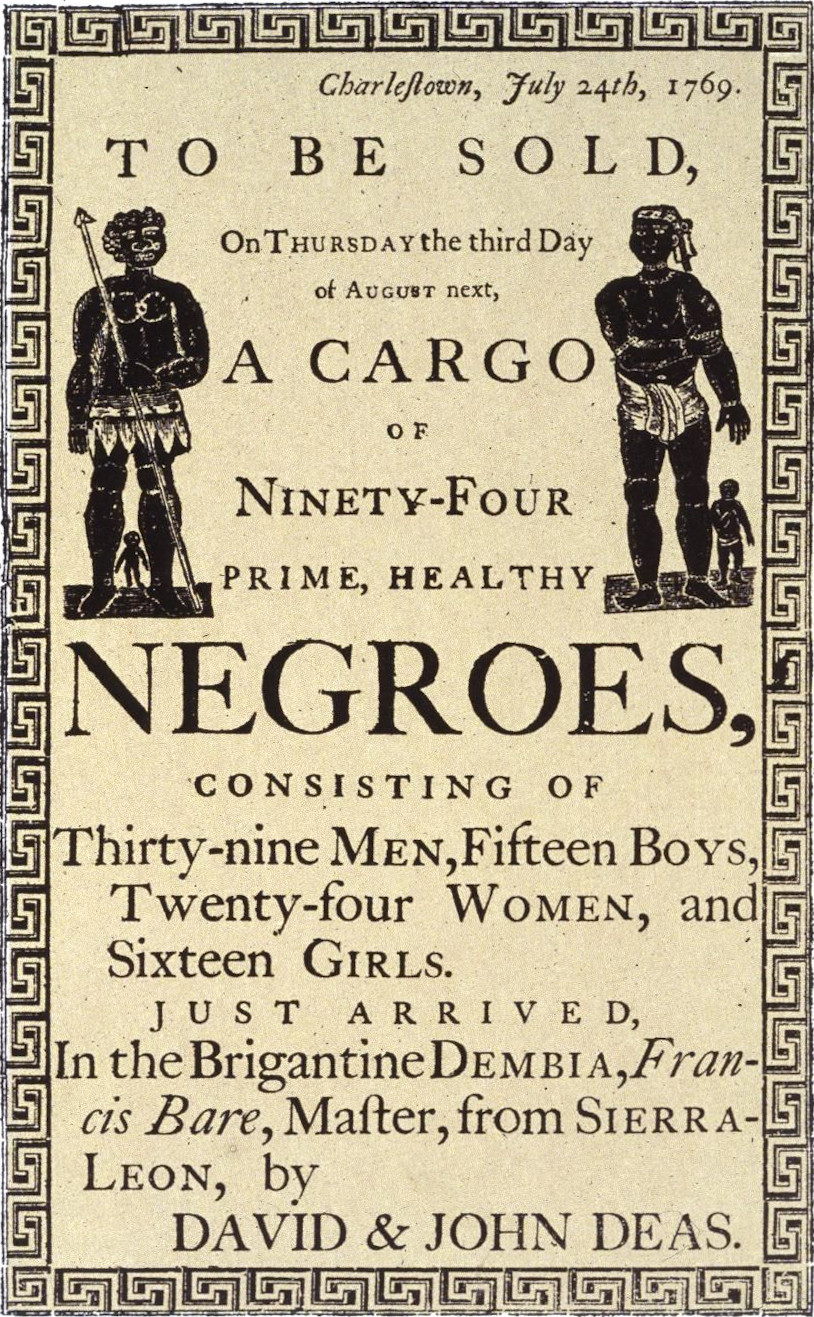
En reklamaffisch för slavhandel i Charleston, South Carolina, 1769.

En scen från Onkel Toms stuga, en känd abolitionistisk roman från 1852, skriven av Harriet Beecher Stowe.

Slaveri i USA var en laglig institution för ägande av mänskliga slavar, främst afrikaner och afroamerikaner, som existerade i USA under 1700- och 1800-talet. Slaveri hade praktiserats i Brittiska Amerika från tidigt kolonialvälde och var lagligt i alla tretton kolonier vid USA:s självständighetsförklaring 1776. I vissa stater varade slaveriet ända fram till slutet av amerikanska inbördeskriget (1861–1865).
Slaveriet var vanligast förekommande i södern, där behovet av billig och outbildad arbetskraft i plantager där det odlades bomull och tobak var avsevärt större än i de nordliga delstaterna som var mer industrialiserade. Slaveriet som institution rättfärdigades, dels av den rasistiska uppfattningen att mörkhyade av afrikanskt ursprung inte var fullvärdiga människor, liksom förekomsten av slaveri i Bibeln.
Slaveriet förbjöds den 18 december 1865, genom att det 13:e tillägget till USA:s konstitution ratificerades.  Den följdes av Civil Rights Act (1866).

## Historia

### Bakgrund
På 1600-talet klarade man sig i kolonin Virginia mestadels med vita arbetare, som på mer eller mindre tillåtna vägar hämtades från England eller det europeiska fastlandet och sedan måste arbeta ett visst antal år i ersättning för den kostnadsfria överfarten. Under tjänstetiden var dessa så kallade indentured servants (kontraktstjänare) underkastade ett mycket strängt husbondevälde, men när tjänstetiden var över fick de pengar, kläder, vapen och ofta även ett eget stycke land.
När plantagen blev större och behovet av arbetskraft ständigt ökade ansågs det fördelaktigare att gå över till att använda afrikanska slavar, som man redan gjorde på de västindiska öarna. Slavarna måste arbeta på livstid och deras avkomma tillhörde husbonden. Det växande behovet av arbetskrafter kunde därför utan svårighet fyllas genom slavhandeln. Redan 1619, endast tolv år efter kolonins grundande, infann sig ett holländskt fartyg i Virginia och sålde tjugo afrikanska slavar, vilket markerade början på slaveriet i de engelska kolonierna i Nordamerika. Under den närmaste tiden gjorde slaveriet få framsteg, och år 1650 fanns det inte fler än 300 afrikanska slavar i kolonin. Men under århundradets sista årtionden ökades införseln av svarta oavbrutet, och slaveriet växte allt starkare samman med plantageodlingen. En liknande utveckling skedde i kolonierna North Carolina och Maryland. I South Carolina, där en liten minoritet kom att kontrollera all fruktbar jord, bestod befolkningen redan i början 1700-talet till två tredjedelar av svarta slavar.

### Triangelhandeln
Slavarna kom till Amerika genom triangelhandeln, som pågick under 1500-, 1600- och 1700-talen. Den transatlantiska slavhandeln innebar att slavar tillfångatogs i Afrika, såldes ungefär som boskap till de engelska handelsfartygen som kom till kusten. Färden till fartygen var ofta mycket plågsam då fången fick gå långa sträckor, ofta utan tillräckligt med vatten i hettan. När en slav såldes till fartygen fick slavhandlaren betalt i vapen eller tyger. Slaven fick ofta vänta i månader innan det var dennes tur att lastas ombord på ett skepp. Själva färden till USA tog 1–2 månader. 
Runt 15 procent (var sjunde) av alla slavar avled till följd av de oftast mycket dåliga förhållandena under resan . 
När fången blivit såld jobbade han eller hon ofta på någon bomulls- eller sockerrörsplantage, med mycket små matransoner. 
De varor som slavarna producerade såldes vidare till England, där man skickade vidare skeppen till Afrika för att sluta cirkeln och köpa fler slavar.
Importen av slavar till USA förbjöds slutligen i lagen Act Prohibiting Importation of Slaves (beslutad 1807, verksam från 1808).

### Olika ekonomiska system
Vid tiden då USA blev självständigt hade slaveriet bestått som laglig inrättning i alla kolonierna, men dess betydelse hade varit helt olika i norr och söder. Vid det småbruk som dominerade i nordstaternas jordbruksnäring fanns föga användning för slavarbete. För att köpa in slavar krävdes ett betydande kapital. Ännu mindre kunde slavar komma i fråga för arbete i fabrikerna. Då det dessutom var god tillgång på vita arbetare, var slavinförseln till de nordliga delstaterna ringa. I New England var slavarna aldrig mer än en fyrtiondedel av befolkningen, i de mellersta staterna ungefär en tolftedel. I New England användes slavarna uteslutande, och i de mellersta staterna övervägande, som tjänare inomhus. De var här lyxslavar med föga betydelse för näringslivet.
Läget var ett helt annat i södern. Här drevs lanthushållningen i form av storbruk till framställning av exportartiklar för världsmarknaden. Här rådde stark efterfrågan på arbetskraft, och denna tillgodosågs billigast genom slavhandeln. Det fanns också en uppfattning om att vita av hälsoskäl inte kunde användas till kroppsarbete i södern, och det afrikanska slaveriet betraktades alltså som en nödvändig förutsättning för söderns plantagesystem.
Även om den stora mängden av kolonister varken i norden eller södern vid den här tiden ansåg slaveriet som något anstötligt hade dock åsikten att institutionen stred mot den kristna moralen aldrig varit fullt utplånad. Den svenska regeringen ville inte veta av något slaveri i sitt Nya Sverige, tyska kväkare i Pennsylvania förklarade det 1688 för okristligt att köpa eller hålla slavar.
1700-talets upplysning, som främjat avskaffandet av den kvardröjande livegenskapen i Europa, medförde också en fullkomlig omkastning i uppfattningen av slaveriet. Genom denna humanare åskådning avskaffades även slaveriet i flera av de nordligare och några av de mellersta amerikanska delstaterna, där det dock inte hade så stor betydelse i ekonomiskt hänseende. Vermont, som 1777 avsöndrade sig från staten New York, var den första av alla delstater som i sin författning förbjöd slaveri. I Massachusetts förklarade domstolarna år 1783 slaveriet upphävt genom konstitutionens ord att "alla människor är födda fria och jämlika", och i det närbelägna New Hampshires författning upptogs 1784 en liknande bestämmelse, som dock endast emanciperade de slavar som föddes efter den tiden. Medan slaveriet alltså på författningsväg upphävdes i dessa stater, utfärdades i Pennsylvania (1780), Connecticut och Rhode Island (1784), New York (1799) och New Jersey (1804) särskilda emancipationslagar.
En stor framgång för slaveriets motståndare var förbudet mot införsel av afrikanska slavar över havet, som trädde i kraft den 1 januari 1808. Efter detta var slavbefolkningen i USA officiellt hänvisad till sin naturliga tillväxt. Slavhandeln innanför landets gränser blev mer intensiv då inga nya slavar kunde importeras, men det förekom också att fria färgade kidnappades till slaveri genom den omvända underjordiska järnvägen och fördes till Sydstaterna genom den kustmässiga slavhandeln.

### Bomullsproduktionen
En förändring i söderns ekonomiska förhållanden gav slaveriet en tidigare oanad betydelse. Dittills hade södern huvudsakligen odlat tobak, ris och indigo, och odlingen av bomull hade ännu inte spelat någon nationalekonomisk roll. Den europeiska industrin förbrukade ännu jämförelsevis lite bomull, och den nordamerikanska bomullens användning försvårades genom det mycket besvärliga och tidsödande arbetet att frånskilja fröna från bomullsfibrerna. Men mot 1700-talets slut hade Storbritanniens bomullsindustri gjort ett oväntat uppsving genom viktiga tekniska uppfinningar, och 1793 lyckades Eli Whitney från Massachusetts konstruera en egrenermaskin (cotton gin), som löste problemet att frånskilja fröna. Bomullsproduktionen ökade nu explosionsartat och behovet av arbetskraft i bomullsstaterna växte. Det blev snart ett axiom att bomullsodling var söderns uppgift och att den endast kunde drivas i massa och med slavarbete, och slaveriet blev mer än någonsin grundläggande för sydstaternas hela samhällsordning och näringsliv.
Den så kallade Missourikompromissen innebar att USA tydligt delades upp mellan slavstater och övriga stater. Efter detta trädde slavfrågan för en tid i bakgrunden.

### Abolitioniströrelsen
Abolitioniströrelsen i USA fick fart via William Lloyd Garrison, som sedan år 1831 utgav tidningen The Liberator. Han liksom hans meningsfränder nöjde sig inte med att teoretiskt påvisa att slaveriet var okristligt och inhumant; de krävde att slaveriet omedelbart skulle upphävas. Samma principer bildade programmet för American Anti-Slavery Society, som år 1833 stiftades i Philadelphia. En av reformens varmaste förespråkare var poeten John Greenlaf Whittier.
Abolitionisterna hade till en början svårt att vinna den bredare befolkningen i nordstaterna för sin sak. Att abolitionismen så småningom fann insteg även hos befolkningens högre klasser berodde inte minst på den hållning södern intog till rörelsen. År 1831 utbröt ett slavuppror i Virginia (lett av Nat Turner) som man där beskyllde abolitionisternas agitation för att ha orsakat. I södern rasade man mot nordliga "yankees" inblandning i saker som inte angick dem. Slaveriet gick nu i södern från att betraktas som ett nödvändigt ont till att prisas som ett positivt gott.
1850 års kompromiss, som reglerade slaveriet i USA, ledde till ett ökat slaverimotstånd i de nordliga staterna. Här ingick lagen Fugitive Slave Act of 1850, som stadgade vissa gemensamma principer om huruvida förrymda slavar skulle återlämnas till sina ägare över delstatsgränser. Nu fick befolkningen med egna ögon bevittna hur slavägarnas agenter kom och reklamerade svarta som funnit en tillflykt i nordstaterna. Detta retade många som dittills hållit sig neutrala att ta parti i striden. Det blev så att lagen på många håll i norden inte kunde genomföras. Svarta som gripits befriades med våld och sattes i säkerhet.

### Amerikanska inbördeskriget
Det amerikanska inbördeskriget, som pågick mellan 1861 och 1865, handlade till stor del om att politiker från de norra delstaterna ville fasa ut slaveriet inom landets gränser. Sydstaterna var av en annan åsikt och bröt sig ur unionen för att bilda Amerikas konfedererade stater, för att behålla slaveriet. En annan anledning till att sydstaterna inte ville enas med de övriga amerikanska staterna ("Nordstaterna") var de tullar som belastade främst sydstaterna. Skillnaderna mellan samhällena i södern och i norr var att södern bestod av avancerat jordbrukssamhälle och det i norr var ett industrialiserat samhälle, vilket gjorde sydstaterna mer beroende av handel med omvärlden, medan nordstaterna stod för en mer protektionistisk politik.
Ju längre inbördeskriget varade, desto bittrare blev stämningen i nordstaterna mot slaveriet, som sågs som orsak till allt elände som inträffat. I vida kretsar bröt nu övertygelsen fram att kriget måste göra slut på slaveriet en gång för alla. Sedan juli 1862 var president Abraham Lincoln besluten att befria slavarna, men han ville först invänta militära framgångar. Efter unionstruppernas seger vid Antietam förklarade Lincoln den 22 september 1862 att han nästföljande januari skulle proklamera frihet för alla slavar i rebellstaterna, och han höll punktligt sitt löfte genom emancipationsproklamationen. Lincolns proklamation betydde dock inte detsamma som slaveriets avskaffande i USA; presidenten hade ingen rätt att frigöra slavar i de unionstrogna staterna.
I territorierna och District of Columbia upphävdes slaveriet genom förbundslagstiftningen. Maryland avskaffade slaveriet 1864 och Missouri 1865, båda utan att bevilja någon gottgörelse åt slavägarna. Då kongressen enligt författningen inte hade någon rätt att avskaffa slaveriet i de enskilda staterna, återstod ingen annan utväg än att förbjuda slaveriet genom en författningsändring, ett tillägg till konstitutionen. Ett förslag i den vägen vann den erforderliga två tredjedelsmajoriteten i kongressens båda hus – i representanthuset den 31 januari 1865 – och blev under loppet av året 1865 bekräftat av tre fjärdedelar av statslegislaturerna. Den 18 december 1865 kungjordes det trettonde tillägget, som förbjöd slaveriet i hela USA, såsom en del av förbundsförfattningen.